# Ставково
Ставково — Деревня в Дорогобужском районе Смоленской области России. Входит в состав Полибинского сельского поселения. 
Население — 20 жителей (2007 год). 
Расположена в центральной части области в 10 км к северо-востоку от Дорогобужа, в 8 км севернее автодороги Р134 «Старая Смоленская дорога», на берегу реки Днепр. В 15 км севернее от деревни находится железнодорожная станция О.п. 300-й км на линии Москва-Минск. 

## История
В годы Великой Отечественной войны деревня была оккупирована гитлеровскими войсками в октябре 1941 года, освобождена в сентябре 1943 года.